# Hydrochus pajnii
Hydrochus pajnii är en skalbaggsart som beskrevs av Dewanand Makhan 2000. Hydrochus pajnii ingår i släktet Hydrochus och familjen gyttjebaggar. Inga underarter finns listade i Catalogue of Life.